# Varmakelda
Varmakelda är en källa i Färöarna (Kungariket Danmark).   Den ligger i sýslan Eysturoya sýsla, i den nordöstra delen av landet, 23 km norr om huvudstaden Tórshavn. Varmakelda ligger 95 meter över havet. Den ligger på ön Eysturoy.
Terrängen runt Varmakelda är kuperad. Havet är nära Varmakelda österut. Runt Varmakelda är det ganska glesbefolkat, med 36 invånare per kvadratkilometer. Närmaste större samhälle är Klaksvík, 9,3 km öster om Varmakelda. Trakten runt Varmakelda består i huvudsak av gräsmarker.